# Bromus riparius
Bromus riparius är en gräsart som beskrevs av Anton Rehmann. Bromus riparius ingår i släktet lostor, och familjen gräs. Inga underarter finns listade i Catalogue of Life.